# Paulhac (Alta Garona)
Paulhac és un municipi francès situat al departament de l'Alta Garona, a la regió Occitània.